# Vrancea
Vrancea – wieś w Rumunii, w okręgu Mehedinți, w gminie Burila Mare. W 2011 roku liczyła 227 mieszkańców.